# Викрадення літака «Ландсхут»
Викрадення літака «Ландсхут» — подія Німецької осені 1977 року, коли 13 жовтня літак Boeing 737-230QC було викрадено терористами угруповання Народного фронту визволення Палестини. Літак перебував під владою викрадачів близько 107 годин.

## Хід подій

### Виліт з Мальорки
13 жовтня борт D-ABCE виконав звичайний рейс з Франкфурта-на-Майні до Майорки. Того ж дня він повинен був летіти назад. О 13:00 за Гринвічем літак виїхав на злітну смугу й злетів у повітря, маючи на борту 91 людину (86 пасажирів та 5 членів екіпажу). Політ проходив на висоті близько 10,5 км. Літак планово пролітав над французьким Марселем, коли до кабіни пілотів увірвався молодик, та повідомив їм, що повітряне судно захоплене. Після цього він вигнав другого пілота Юргена Фітора у салон та наказав КПС летіти на Кіпр.

### Рим
КПС почав діалог із викрадачем та переконав того, що літаку не вистачить палива до Кіпру. Тоді, лайнер розгорнули на схід і о 15:45 він вдало приземлився в Римі. Терористи висунули свої вимоги: звільнити з тюрем 10 терористів угруповань RAF, 2 терористів-палестинців та викуп у $15 000 000.
У цей час відбулася телефонна розмова між міністром внутрішніх справ Італії Франческо Косигою та його колегою з ФРН Вернером Майхофером. Останній пропонував прострелити літаку шасі, однак італійська влада побоювалася палестинців. Літак було дозаправлено, й о 17:50 він, без дозволу диспетчера, полетів з аеропорту Фіумічино.

### Ларнака
За 2,5 години літак безперешкодно приземлився в аеропорті Ларнаки на Кіпрі. До переговорного пункту диспетчерів прибув представник організації визволення Палестини, але, після невдалих перемовин, швидко залишив територію аеропорту. Лайнер знов було дозаправлено, проте наступний пункт польоту терористів — аеропорт Бейруту — відмовився прийняти літак. Тоді Махмуд повідомив, що якщо їм не відкриють посадку в Бейруті, він прямуватиме до Дамаска (Сирія). О 22:50 літак залишив Ларнаку.

### Манама
Близько 23-ї години літак наблизився до аеропорту Бейрута, проте той дійсно було зачинено. Тоді екіпаж спрямував політ на Дамаск, проте й той було заблоковано. Лайнер прямував на південний схід, де почергово отримав заборону на посадку у Аммані, Багдаді та Ель-Кувейті. Викрадачі наказали спрямувати літак на Манаму (Бахрейн), проте згодом їм повідомили, що і цей аеропорт зачинений для їхнього борту. Однак, через малу кількість палива, літаку треба було сідати саме у Манамі. Пілоти не знали цієї місцевості, а тому замість них посадку виконала автоматична система.
Після посадки «Боїнг» було оточено військами. Проте, Махмуд вимагав зняти оточення та дозаправити лайнер чи терористи можуть вбити другого пілота. Швидко відреагувавши на вимоги, армія залишила злітну смугу. Дозаправлений літак полетів з Манами о 3:24.

### Дубай
Наступним пунктом призначення був Дубай. Аеропорт заборонив лайнеру посадку, а при прольоті було видно, що смуги заблоковано пожежними та вантажними автомобілями. Літак продовжував посадку (через малу кількість палива), тоді смугу було звільнено.
Пілот передав диспетчеру закодовану фразу про кількість викрадачів. Проте, через необережність міністр оборони ОАЕ Шейх Мохаммед передав пресі інформацію, що викрадачів 4. Тоді, Махмуд пригрозив вбити КПС.
«Боінг» простояв на смузі ввесь день. Терористи вимагали дозаправити літак; якщо ні — вони почнуть розстріл заручників. Німецька влада тягнула час, намагаючись спланувати звільнення літака й провести його у Дубаї. Проте, відносно маленька країна Емірати були проти, та виконали вимоги викрадачів. Влада ОАЕ побоювалася можливої помсти з боку РАФ. Через 54 години стоянки літак залишив Дубай.

### Аден
Знову піднявшись у повітря, терористи зажадали приземлення в Маскаті (Оман). Проте, аеропорт знов було заблоковано. Через 3 години відмовились прийняти «Боїнг» Ель-Мукала та Аден. Проте на підльоті до останнього літак уже не мав достатньої кількості палива. Смуги знов було заблоковано технікою, а уряд відмовився їх прибрати. Не маючи вибору, літак виконав аварійну посадку на пісок поміж смугами.
Після посадки, єменська влада вимагала від пілотів якнайшвидше залишити територію аеропорту. Коли КПС вийшов на огляд пошкодженого при посадці шасі, до нього під'їхав командувач ВПС Ємену Ахмед Мансура та привітав із вдалою посадкою. Пілот прохав генерала заправити літак та вже завершити цей рейс. Коли КПС повернувся на літак, ймовірно через розмову з генералом, Махмуд його застрелив.
Через 10 годин стоянки літак було дозаправлено й він злетів у повітря. Керування на себе взяв другий пілот, а останнім пунктом призначення було сомалійське місто Могадішо.

### Могадішо
О 4:34 «Боінг» вдало приземлився у Могадішо. Пілоту запропонували залишити літак (через його титанічну та надлюдську працю), проте той відмовився. Терористи викинули тіло КПС на злітну смугу та висунули ультиматум: до 16:00 за місцевим часом звільнити усіх учасників РАФ з тюрем, інакше літак буде підірвано.
Коли термін ультиматуму вже спливав, Махмуд повідомив, що літак підготовлено до вибуху. Диспетчер сомалійського аеропорту передав, що учасники звільнені і вже прямують до Сомалі, проте на цей треба ще час. Терористи зраділи, та відсунули термін ультиматуму до 02:30.

### Визволення заручників (операція «Магічний вогонь»)
Сомалі, яке довгий час було прибічником радянського світу, через війну з Ефіопією, розірвало стосунки з СРСР. Їх новим орієнтиром стали західні країни, тому влада погодилася допомогти німцям з визволенням заручників в обмін на поставки зброї до країни.
Для визволення заручників у Могадішо прибула група GSG 9 у складі 30 осіб. До аеропорту вони прибули о 20:00, проте про їх пересування вже давно було відомо світу. З 17:00 їх переговори слухав ізраїльський журналіст Міхаель Гурдус. На щастя, терористи у цей час не слухали радіо, тому про прибуття в аеропорт групи німецького спецназу вони й гадки не мали.
Початок операції було заплановано на 2 годину ночі. З метою дезорієнтації терористів, сомалійські військові розпалили багаття у 59 м від літака. У цей час Махмуду повідомили, що звільнені представники РАФ вже на підльоті до Сомалі. Водночас, з іншого боку «Боїнгу» німецькі спецназівці, вдягнені в чорну форму з пофарбованими у чорне обличчями, досягли літака. У штурмі брали участь 3 групи: 1 зайняла позицію біля носа літака, 2 інші — біля аварійних виходів на крилах.
О 2:05 вони увірвалися до салону, вигукнули німецькою «Ми вас рятуємо. Лягайте» та почали стріляти в арабських викрадачів. Почалася евакуація, о 02:12 по радіо пролунало кодове «Весна», що значило успішне завершення операції. У ході штурму ніхто з пасажирів не загинув; усіх терористів (також і Махмуда), окрім Сухейли Селех, було знешкоджено.
Загалом літак перебував у викраденні 5 днів та ночей (106 годин).